# Principe assistente al Soglio pontificio

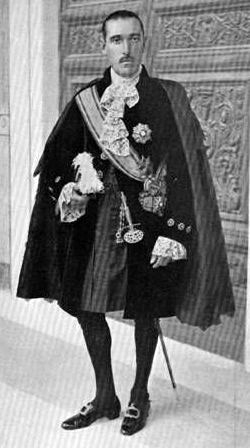
Marcantonio Colonna in abito cerimoniale (1923-1947)

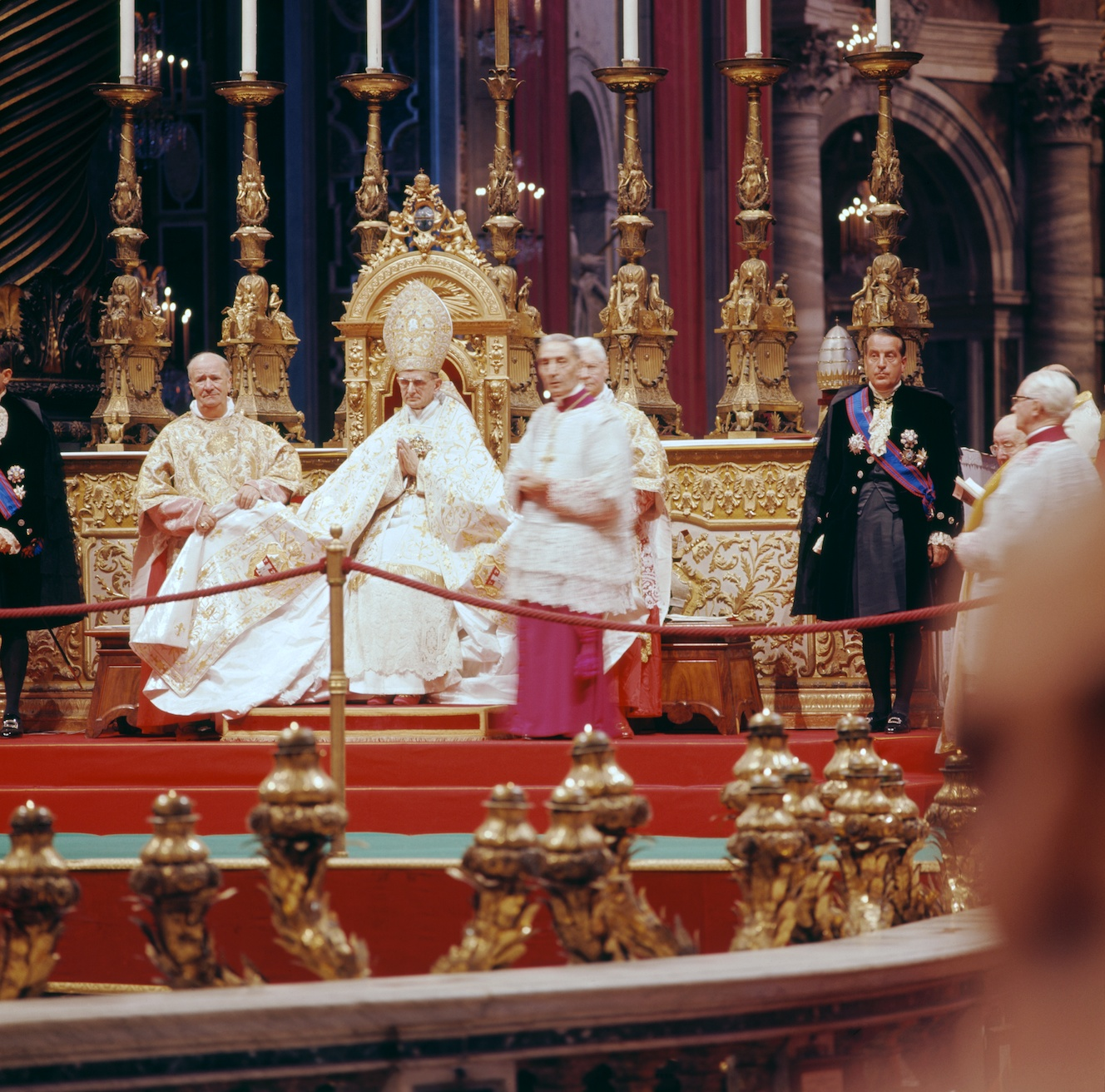
Concilio Vaticano II: Aspreno Colonna e (in parte visibile sulla sinistra) Alessandro Torlonia affiancano Paolo VI coadiuvato dai cardinali Ottaviani e Spellman.

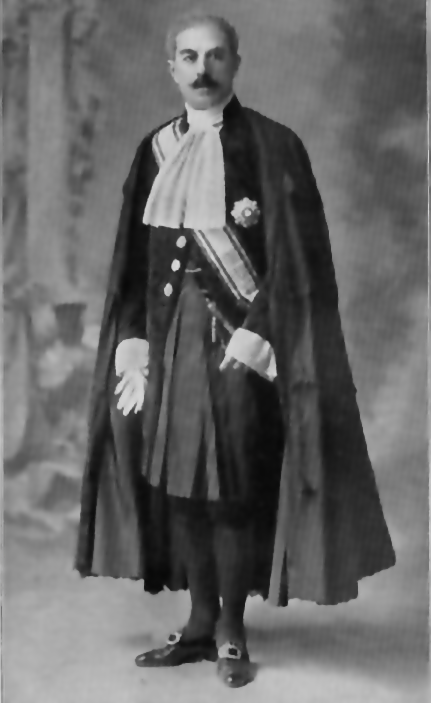
Domenico Napoleone Orsini in abito cerimoniale (1925-1947)

Il Principe assistente al Soglio pontificio (Lat. Stator proximus a Solio Pontificis maximi) era la più alta dignità laica ereditaria della corte pontificia. La dignità risale all'inizio del XVI secolo e pur essendo traslata dalla Cappella pontificia, ora di natura esclusivamente religiosa, alla Famiglia pontificia laica, è sopravvissuta alla riforma della Casa Pontificia del 1968, pur se priva del carattere dell'ereditarietà, e della qualifica di "principe", e quindi concessa solo ad personam a discrezione del Papa, così come previsto dal motu proprio Pontificalis Domus del 1968.

## Descrizione
La carica di Principe assistente al Soglio pontificio, la più elevata che si potesse concedere ad un laico all'interno della corte pontificia, consentiva il privilegio di presenziare alle cerimonie papali a lato destro del trono pontificio.
 
Venne accordata con diritto ereditario per privilegio perpetuo esclusivamente ai capi delle due principali famiglie baronali romane, gli Orsini ed i Colonna, anche se i papi non mancarono di gratificare ad personam con questa alta dignità, alte personalità per i loro servigi alla Chiesa cattolica.

Gli Assistenti al Soglio (lat. Adstatores ad Solium), secondo le disposizioni del citato motu proprio, "offrono le loro prestazioni al Prefetto del Palazzo Apostolico; ad essi spetta fare gli onori di casa in occasione delle cerimonie civili più solenni..." quali le udienze concesse dal pontefice ai capi di Stato raccordandosi con il decano di sala e gli altri membri dell'Anticamera Pontificia.

## Storia
L'Ufficio si ritiene sia stato istituito da Giulio II a seguito della pax romana del 1511, tuttavia i Colonna, famiglia in cui la carica venne sempre tenuta dal ramo dei duchi di Paliano, con Prospero Colonna duca di Traetto ricoprivano la carica almeno dal 1514; mentre negli Orsini che in quegli anni era rappresentata da Gian Giordano (+ 1517) conte di Albe e Tagliacozzo, fu goduta dal ramo di Bracciano come il principale dei rami romani della famiglia, di cui però si ha memoria solo dal 1560, anno dell'elevazione di quel feudo a ducato, e all'estinzione di questo, con la morte dell'ultimo duca Flavio alla fine del secolo XVII, la carica venne trasferita dopo circa trenta anni di vacanza, non senza l'opposizione dei Colonna, al ramo dei duchi di Gravina dallo stesso papa Benedetto XIII di questa famiglia; ma per poter perfezionare tale passaggio che necessitava che la famiglia per poter ricoprire tale carica, esprimente la massima rappresentanza del baronaggio romano, possedesse feudi nello Stato Pontificio, gli Orsini dovettero acquistare nel 1722 circa il feudo di Roccagorga su cui fu appoggiato il titolo di principe.
Fu probabilmente Sisto V ad istituire l'ufficio con tale denominazione, nominandone i capi delle due famiglie Colonna e Orsini con privilegio perpetuo, stabilendo inizialmente il diritto di precedenza l'uno sull'altro in relazione all'età. Ma numerose furono le dispute e le liti giudiziarie note dal secolo XVI tra i capi delle due famiglie tradizionalmente nemiche, per far valere ognuno il diritto di precedenza sull'altro, derivante da lunghe serie di privilegi conseguiti, nel corso dei secoli, dai rispettivi casati comprovati da numerose memorie e diplomi, grazie al mutare del favore dei Papi per l'una o per l'altra famiglia, tanto che per ovviare alle vive controversie sulla precedenza che risalivano almeno sin dal pontificato di Clemente XI, Benedetto XIII fissò l'alternanza tra i due capi di famiglia.
Nell'Annuario pontificio del 2013, ricopriva ancora questo ruolo Alessandro Torlonia che entrò nell'ufficio nel 1962 quando da Giovanni XXIII venne chiamato ad affiancare Aspreno Colonna in veste di Custode del Concilio Ecumenico Vaticano II, venendo successivamente confermato nelle funzioni di Principe assistente al Soglio, succedendo di fatto agli Orsini del ramo dei duchi di Gravina, che erano stati principi assistenti dal 1724 circa al 1958, quando vennero sollevati dall'incarico da papa Pio XII nella persona di Filippo Napoleone Orsini per la sua relazione extraconiugale con l'attrice inglese Belinda Lee .
Con la scomparsa di Alessandro Torlonia, ultimo a ricoprire l'ufficio, nel 2017, la dignità non è stata più conferita.